# Wereldbeker noordse combinatie 2019/2020
De wereldbeker noordse combinatie 2019/2020 (officieel: Viessmann FIS Nordic Combined World Cup) ging van start op 29 november 2019 in het Finse Kuusamo en eindigde op 7 maart 2020 in het Noorse Oslo.
De FIS organiseert enkel een wereldbeker voor mannen. De Noor Jarl Magnus Riiber won de algemene wereldbeker. 

## Resultaten

### Kalender
| Datum                                  | Plaats                                 | Detail                                 | Eerste                                                                        | Tweede                                                              | Derde                                                          |
| -------------------------------------- | -------------------------------------- | -------------------------------------- | ----------------------------------------------------------------------------- | ------------------------------------------------------------------- | -------------------------------------------------------------- |
| Ruka Tour                              |                                        |                                        |                                                                               |                                                                     |                                                                |
| 29/11/2019                             | Kuusamo                                | HS142 + 5 km                           | Jarl Magnus Riiber                                                            | Espen Bjørnstad                                                     | Jens Lurås Oftebro                                             |
| 30/11/2019                             | Kuusamo                                | HS142 + 10 km                          | Jarl Magnus Riiber                                                            | Vinzenz Geiger                                                      | Jens Lurås Oftebro                                             |
| 01/12/2019                             | Kuusamo                                | HS142 + 10 km                          | Jarl Magnus Riiber                                                            | Jørgen Gråbak                                                       | Jens Lurås Oftebro                                             |
| Eindklassement Ruka Tour:              | Eindklassement Ruka Tour:              | Eindklassement Ruka Tour:              | Jarl Magnus Riiber                                                            | Jens Lurås Oftebro                                                  | Jørgen Graabak                                                 |
| 07/12/2019                             | Lillehammer                            | HS140 + 10 km                          | Jarl Magnus Riiber                                                            | Jørgen Gråbak                                                       | Fabian Rießle                                                  |
| 08/12/2019                             | Lillehammer                            | HS140 + 10 km                          | Jarl Magnus Riiber                                                            | Jørgen Gråbak                                                       | Vinzenz Geiger                                                 |
| 21/12/2019                             | Ramsau                                 | HS98 + 10 km                           | Vinzenz Geiger                                                                | Jarl Magnus Riiber                                                  | Fabian Rießle                                                  |
| 22/12/2019                             | Ramsau                                 | HS98 + 10 km                           | Jarl Magnus Riiber                                                            | Jørgen Gråbak                                                       | Vinzenz Geiger                                                 |
| 10/01/2020                             | Val di Fiemme                          | HS104 + 10 km                          | Jarl Magnus Riiber                                                            | Vinzenz Geiger                                                      | Jørgen Gråbak                                                  |
| 11/01/2020                             | Val di Fiemme                          | HS104 + 10 km                          | Vinzenz Geiger                                                                | Jarl Magnus Riiber                                                  | Jørgen Gråbak                                                  |
| 12/01/2020                             | Val di Fiemme                          | HS104 + 2 × 7,5 km                     | Noorwegen I Jørgen Gråbak Jarl Magnus Riiber                                  | Duitsland I Fabian Rießle Vinzenz Geiger                            | Oostenrijk II Lukas Greiderer Martin Fritz                     |
| 25/01/2020                             | Oberstdorf                             | HS140 + 4 × 5 km                       | Noorwegen Espen Bjørnstad Jens Lurås Oftebro Jørgen Gråbak Jarl Magnus Riiber | Duitsland Fabian Rießle Johannes Rydzek Manuel Faißt Vinzenz Geiger | Japan Akito Watabe Ryota Yamamoto Hideaki Nagai Yoshito Watabe |
| 26/01/2020                             | Oberstdorf                             | HS140 + 10 km                          | Jarl Magnus Riiber                                                            | Jens Lurås Oftebro                                                  | Franz-Josef Rehrl                                              |
| Nordic Combined Triple                 |                                        |                                        |                                                                               |                                                                     |                                                                |
| 31/01/2020                             | Seefeld                                | HS109 + 5 km                           | Jarl Magnus Riiber                                                            | Vinzenz Geiger                                                      | Jørgen Gråbak                                                  |
| 01/02/2020                             | Seefeld                                | HS109 + 10 km                          | Jarl Magnus Riiber                                                            | Jørgen Gråbak                                                       | Vinzenz Geiger                                                 |
| 02/02/2020                             | Seefeld                                | HS109 + 15 km                          | Jarl Magnus Riiber                                                            | Jørgen Gråbak                                                       | Vinzenz Geiger                                                 |
| Eindklassement Nordic Combined Triple: | Eindklassement Nordic Combined Triple: | Eindklassement Nordic Combined Triple: | Jarl Magnus Riiber                                                            | Jørgen Graabak                                                      | Vinzenz Geiger                                                 |
| 08/02/2020                             | Otepää                                 | HS100 + 10 km                          | Afgelast vanwege beperkte sneeuwval                                           | Afgelast vanwege beperkte sneeuwval                                 | Afgelast vanwege beperkte sneeuwval                            |
| 09/02/2020                             | Otepää                                 | HS100 + 10 km                          | Afgelast vanwege beperkte sneeuwval                                           | Afgelast vanwege beperkte sneeuwval                                 | Afgelast vanwege beperkte sneeuwval                            |
| 22/02/2020                             | Trondheim                              | HS140 + 10 km                          | Jarl Magnus Riiber                                                            | Jørgen Gråbak                                                       | Ilkka Herola                                                   |
| 23/02/2020                             | Trondheim                              | HS140 + 10 km                          | Jarl Magnus Riiber                                                            | Jens Lurås Oftebro                                                  | Espen Bjørnstad                                                |
| 29/02/2020                             | Lahti                                  | HS130 + 2 × 7,5 km                     | Noorwegen I Jørgen Gråbak Jarl Magnus Riiber                                  | Duitsland I Terence Weber Manuel Faißt                              | Duitsland II Johannes Rydzek Vinzenz Geiger                    |
| 01/03/2020                             | Lahti                                  | HS130 + 10 km                          | Akito Watabe                                                                  | Jørgen Gråbak                                                       | Vinzenz Geiger                                                 |
| 07/03/2020                             | Oslo                                   | HS134 + 10 km                          | Jarl Magnus Riiber                                                            | Fabian Rießle                                                       | Ilkka Herola                                                   |
| 14/03/2020                             | Schonach                               | HS106 + 10 km                          | Afgelast vanwege beperkte sneeuwval                                           | Afgelast vanwege beperkte sneeuwval                                 | Afgelast vanwege beperkte sneeuwval                            |
| 15/03/2020                             | Schonach                               | HS106 + 15 km                          | Afgelast vanwege beperkte sneeuwval                                           | Afgelast vanwege beperkte sneeuwval                                 | Afgelast vanwege beperkte sneeuwval                            |

### Eindstanden
| Algemene wereldbeker | Algemene wereldbeker | Algemene wereldbeker | Algemene wereldbeker |
| #                    | Atleet               | Land                 | Punten               |
| -------------------- | -------------------- | -------------------- | -------------------- |
| 1                    | Jarl Magnus Riiber   | NOR                  | 1586                 |
| 2                    | Jørgen Gråbak        | NOR                  | 1106                 |
| 3                    | Vinzenz Geiger       | GER                  | 917                  |
| 4                    | Jens Lurås Oftebro   | NOR                  | 790                  |
| 5                    | Fabian Rießle        | GER                  | 658                  |
| 6                    | Espen Bjørnstad      | NOR                  | 606                  |
| 7                    | Eric Frenzel         | GER                  | 565                  |
| 8                    | Ilkka Herola         | FIN                  | 564                  |
| 9                    | Akito Watabe         | JPN                  | 449                  |
| 10                   | Manuel Faißt         | GER                  | 418                  |

| Landenklassement | Landenklassement | Landenklassement |
| #                | Land             | Punten           |
| ---------------- | ---------------- | ---------------- |
| 1                | Noorwegen        | 5660             |
| 2                | Duitsland        | 3826             |
| 3                | Oostenrijk       | 2517             |
| 4                | Japan            | 1311             |
| 5                | Finland          | 1054             |
| 6                | Italië           | 622              |
| 7                | Frankrijk        | 368              |
| 8                | Tsjechië         | 305              |
| 9                | Estland          | 56               |
| 10               | Verenigde Staten | 55               |

| Prijzengeld | Prijzengeld        | Prijzengeld | Prijzengeld |
| #           | Atleet             | Land        | CHF         |
| ----------- | ------------------ | ----------- | ----------- |
| 1           | Jarl Magnus Riiber | NOR         | 163.200     |
| 2           | Jørgen Gråbak      | NOR         | 97.300      |
| 3           | Vinzenz Geiger     | GER         | 71.450      |
| 4           | Jens Lurås Oftebro | NOR         | 54.500      |
| 5           | Fabian Rießle      | GER         | 40.974      |
| 6           | Espen Bjørnstad    | NOR         | 32.330      |
| 7           | Ilkka Herola       | FIN         | 29.660      |
| 8           | Eric Frenzel       | GER         | 22.610      |
| 9           | Akito Watabe       | JPN         | 21.355      |
| 10          | Manuel Faißt       | GER         | 20.432      |

## Uitzendrechten
- Canada: CBC Sports[3]
- Duitsland: ARD/ZDF[4]
- Finland: Yle
- Nederland: Eurosport
- Noorwegen: NRK
- Zweden: SVT[5][6]
- Zwitserland: SRG SSR[7]